# Université de Lille

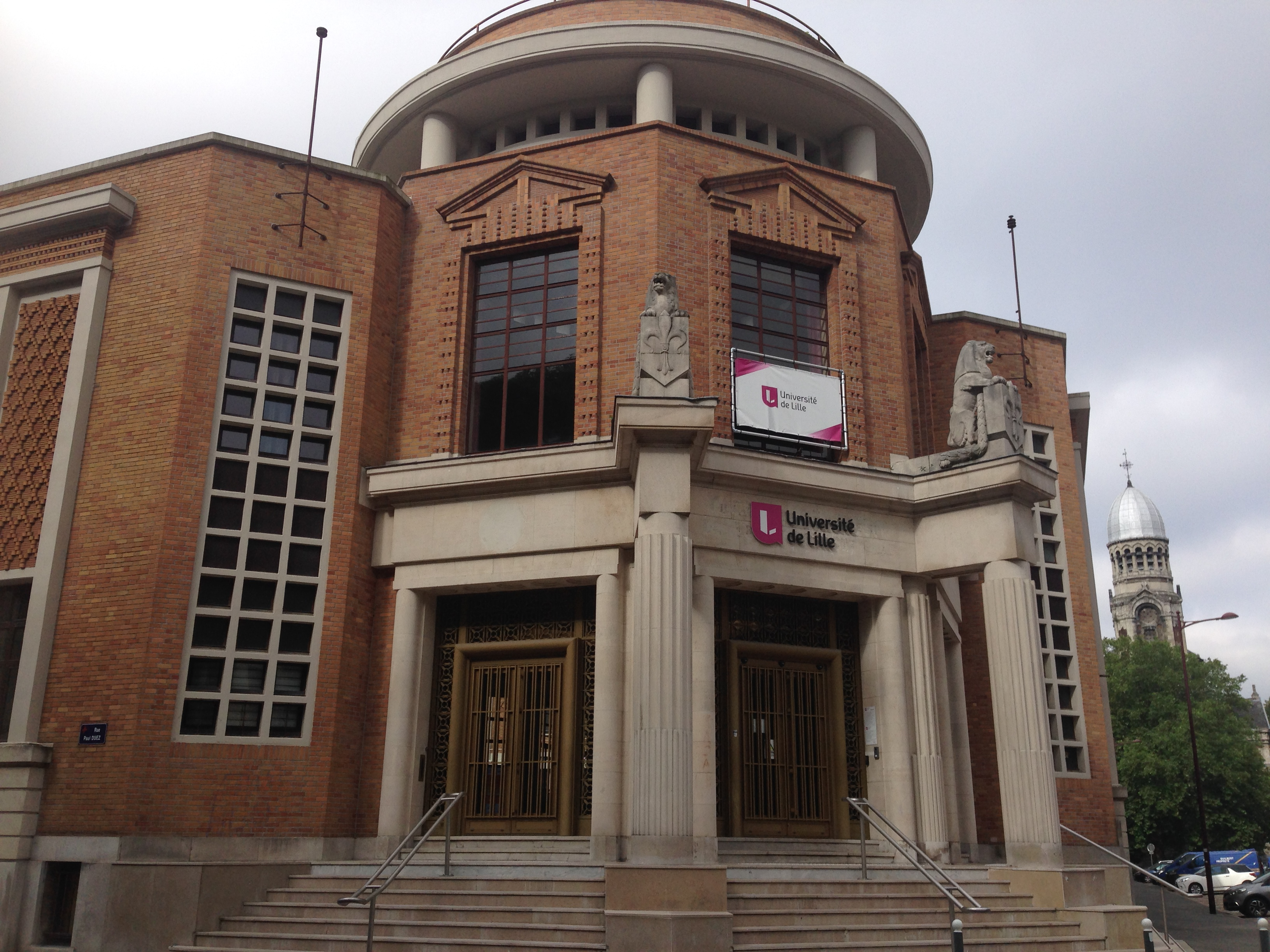
Hauptgebäude der Universität Lille

Die Université de Lille (kurz ULille, UDL oder univ-lille; früher Université Lille Nord de France) ist eine öffentliche französische Universität in Lille (Métropole européenne de Lille, Hauts-de-France). Mit fast 80 000 Studierenden (darunter 10 000 internationale Studierende aus 150 verschiedenen Ländern) ist sie eine der größten französischsprachigen Universitäten. Sie ist auf sechs Hauptstandorten in der Metropole Lille angesiedelt und bietet Studiengänge in sechs großen Bereichen an: 1. Kunst, Literatur, Sprachen; 2. Recht, Wirtschaft, Verwaltung; 3. Gesundheit; 4. Wissenschaft und Technologie; 5. Geistes- und Sozialwissenschaften; 6. Sport.
Ihre Ursprünge liegen in der 1559 gegründeten Universität Douai, die 1896 schließlich nach Lille verlegt wurde. Im Jahr 1970 wurde sie in drei unabhängige Universitäten auf verschiedenen Campus gegliedert: die Universität Lille-I (Wissenschaft und Technologie; Campus Cité scientifique), die Universität Lille-II (Recht, Management und Gesundheit; Campus Santé und Lille-Moulins) und die Universität Lille-III (Geistes- und Sozialwissenschaften, Literatur, Sprachen und Kunst; Campus Pont-de-Bois). Durch die Fusion dieser drei Universitäten in Lille am 1. Januar 2018 entsteht wieder eine einzige multidisziplinäre Universität.
Die so entstandene Universität Lille beschäftigt zu diesem Zeitpunkt fast 8 000 Personen (zweitgrößter öffentlicher Arbeitgeber im Département Nord) und verfügt über ein Jahresbudget von rund 650 Millionen Euro.
Sie befindet sich im Herzen des drittgrößten Studentenviertels Frankreichs, der Metropole Lille (nach Paris und Lyon), und ist Teil der Akademie Lille, die fast 200 000 Studierende im Hochschulbereich zählt. Sie ist einer der größten französischen Anbieter von Weiterbildungsmaßnahmen und alternierenden Studiengängen, hat eine Eingliederungsquote von 93 % bei Masterabsolventen und betreut im Durchschnitt jedes Jahr mehr als 12 000 Praktika, davon 1600 im Ausland (115 Partneruniversitäten im Ausland). Sie vergibt jährlich fast 20 000 Diplome für fast 200 Ausbildungsgänge (hauptsächlich Bachelor, Master und Doktorat). Die Universität verfügt außerdem über mehrere besondere Einrichtungen und Gebäude, wie z. B. das Lilliad Learning Center Innovation.
Ein europäisches Doktorandenkolleg mit 3 000 Doktoranden in 150 regionalen Labors in sieben Graduiertenkollegs ist ihr angeschlossen. Mit fast 400 verteidigten Dissertationen pro Jahr und mehr als 3 000 wissenschaftlichen Veröffentlichungen pro Jahr ist die Universität Lille in der Forschungslandschaft gut vertreten (Mitglied der CURIF). Sie ist mit mehreren Organisationen (Institut Pasteur de Lille, CHU de Lille, CNRS, Inserm, Inrae, Inria, …) verbunden und Partner zahlreicher Hochschulen (École centrale de Lille, Institut Mines Télécom de Lille-Douai, …) und verfügt über 64 Forschungseinheiten, fünf „Labex“-Laboratorien und sieben „Equipex“-Ausrüstungen.
Sie wurde 2017 von der Regierung mit dem Label I-Site (Initiatives science-innovation-territoires-économie) ausgezeichnet und erhält 500 Millionen Euro für ihr Projekt „Université Lille Nord-Europe (ULNE)“. In dieser Funktion wurde sie am 1. Januar 2022 zu einer experimentellen öffentlichen Einrichtung und integrierte vier Composant Institutions: Sciences Po Lille, die ESJ Lille, die ENSAPL und die ENSAIT.

## Campus

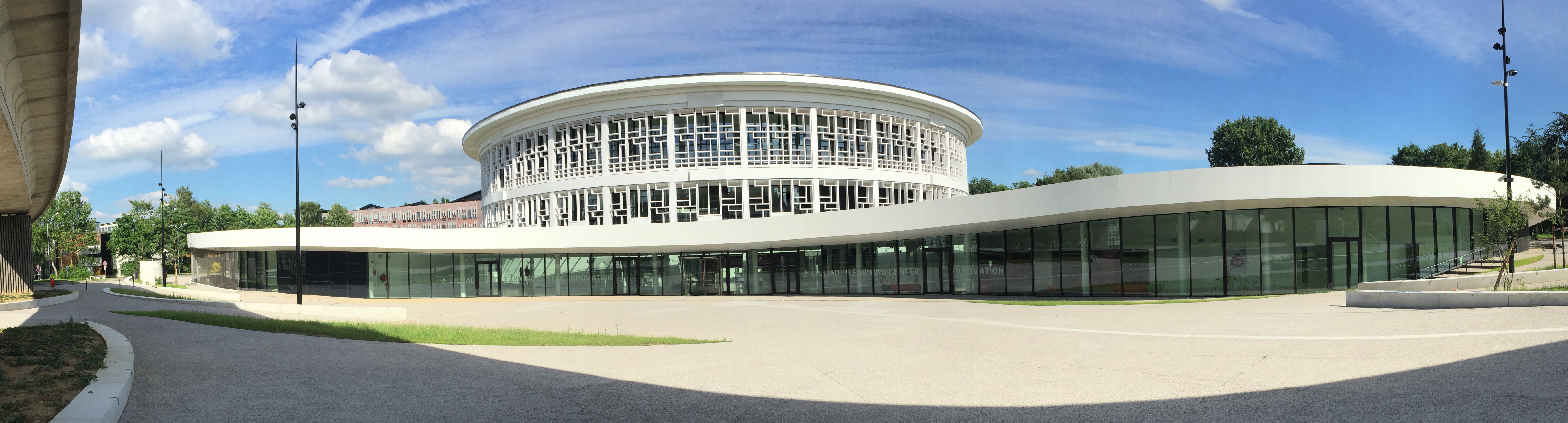
Die Universitätsbibliothek „Lilliad Learning Center Innovation“, Cité scientifique, Villeneuve-d'Ascq

Die Universität Lille-Nordfrankreich ist eine Campusuniversität. Historisch gesehen ließen sich die Fakultäten zunächst in Douai und später im Zentrum von Lille nieder. Zwischen 1950 und 1953 sowie zwischen 1962 und 1974 wurden Campus am Stadtrand von Lille errichtet, um das Wachstum der Studierendenzahlen zu bewältigen. Seit der Wiedervereinigung der drei Universitäten besitzt die Universität Lille offiziell sechs Universitätscampus. Die Kennzeichnung ihres Zugangs mit der Metro erleichtert ihre Lokalisierung in der Europäischen Metropole Lille.

## Persönlichkeiten und Alumni
- Valerius Andreas
- Charles Barrois
- Émile Borel
- Pierre Bourdieu
- Joseph Boussinesq
- François van der Burch
- Jacques-Théodore de Bryas
- Albert Calmette
- Henri Cartan
- René Cassin
- Albert Châtelet
- Jean Chazy
- Jean Théodore Delacour
- Jean Delannoy
- Paul Dubreil
- Frans van Dusseldorp
- Alfred Mathieu Giard
- Camille Guérin
- Étienne Gilson
- Jules Gosselet
- Johannes Hauchin
- Vladimir Jankélévitch
- Joseph Kampé de Fériet
- Frédéric Kuhlmann
- Claude Auguste Lamy
- Jacqueline Lelong-Ferrand
- Pierre Macherey
- Johannes Malderus
- Szolem Mandelbrojt
- Benoît Mandelbrot
- Aubertus Miraeus
- Gaspard Nemius
- Henri Padé
- Paul Painlevé
- Louis Pasteur
- Jean Pierre Ribaut
- Georg Anton von Rodenstein
- Faustin-Archange Touadéra
- Jean Vercoutter
- Ernest Vessiot
- Albert Wahl